# Observatorij Berlin
Observatorij Berlin (tudi Berlinski observatorij) (nemško Berliner Sternwarte; koda IAU 548 Berlin) je astronomski observatorij v Nemčiji.
Sami začetki observatorija so iz leta 1700, ko je Leibniz ustanovil Brandenburško družbo, predhodnico Pruske akademije znanosti. Sprva se je observatorij nahajal na robu Berlina, a so ga leta 1913 preselili v Babelsberg.
Tu so delovali pomembni astronomi kot so: Encke, Bessell in Galle. 23. septembra 1846 je tukaj Galle v ozvezdju Strelca odkril osmi planet Neptun.
Med drugim so bili tudi predstojniki tega observatorija: Johann Elert Bode, Wilhelm Julius Foerster, Karl Hermann Struve in Heinrich Kreutz.